# Деньгіно (Челябінська область)
Деньгіно (рос. Деньгино) — присілок у Октябрському районі Челябінської області Російської Федерації.
Входить до складу муніципального утворення Маякське сільське поселення. Населення становить 134 особи (2010). Населений пункт розташований на землях українського культурного та етнічного краю Сірий Клин.

## Історія
Від 4 листопада 1926 року належить до Октябрського району Челябінської області.
Згідно із законом від 15 вересня 2004 року органом місцевого самоврядування є Маякське сільське поселення.

## Населення
| 2002 | 2010 |
| ---- | ---- |
| 215  | ↘134 |